# Вяйке-Палкна
Вя́йке-Па́лкна (Вя́йку-Па́лкна; эст. Väiku-Palkna järv, Väike Palkna järv) или Ма́зайс-Ба́лтиньш (Ма́зайс-Ба́лтиня; латыш. Mazais Baltiņš, Mazais Baltiņa ezers) — эвтрофное озеро на латвийско-эстонской границе. Латвийская часть акватории располагается на территории Вецлайценской волости Алуксненского края, эстонская — на территории  волости Рыуге в уезде Вырумаа. Второе по глубине среди озёр Эстонии. Входит в состав озёрной группы Корнету. Относится к бассейну Гауи.
Озеро имеет продолговатую форму, вытянуто в субмеридиональном направлении. Ледникового происхождения. Находится на высоте 166,1 м над уровнем моря, в юго-западной части возвышенности Хаанья. Площадь озера составляет 0,048 км² (по другим данным — 0,035 км² или 0,045 км²), длина — 0,465 км, ширина — 0,15 км. Наибольшая глубина — 31,9 м, средняя глубина — 14 м. На юге через протоку сообщается с озером Лиелайс-Балтиньш. Сток из озера идёт на север по ручью Пеклес в верховья Перльупите (Пярлийыги), левого притока Мустйыги. В ихтиофауне преобладают следующие виды: окунь, плотва, щука, линь и судак.